# Limersheim
Ne doit pas être confondu avec Laumersheim.
Limersheim (Limersche en alsacien) est une commune française située dans la circonscription administrative du Bas-Rhin et, depuis le 1er janvier 2021, dans le territoire de la Collectivité européenne d'Alsace, en région Grand Est.
Cette commune se trouve dans la région historique et culturelle d'Alsace.

## Géographie
| Hindisheim    | Lipsheim       | Ichtratzheim Hipsheim |
| Hindisheim    | Limersheim     | Nordhouse             |
| Meistratzheim | Schaeffersheim | Erstein               |

Limersheim est située dans le Nord-Est de la France, dans le département du Bas-Rhin, en région Alsace-Champagne-Ardenne-Lorraine. Le village appartient à l'arrondissement de Sélestat-Erstein et au canton d'Erstein.
L'altitude moyenne de Limersheim est de 150 mètres environ.
Sa superficie est de 5,58 km2.
Les villes et villages proches de Limersheim sont Hindisheim (67150) à 1,66 km, Nordhouse à 2,25 km, Hipsheim à 2,60 km, Schaeffersheim à 3,36 km, Ichtratzheim à 3,47 km.

### Hydrographie

#### Réseau hydrographique
La commune est dans le bassin versant du Rhin au sein du bassin Rhin-Meuse. Elle est drainée par l'Andlau, le ruisseau la Scheer et la Fosse Neugraben,.
L'Andlau, d'une longueur de 42 km, prend sa source dans la commune de Le Hohwald et se jette  dans l'Ill à Illkirch-Graffenstaden, après avoir traversé 21 communes. 
La Scheer, d'une longueur de 40 km, prend sa source dans la commune de Scherwiller et se jette  dans l'Andlau à Fegersheim, après avoir traversé 20 communes. 

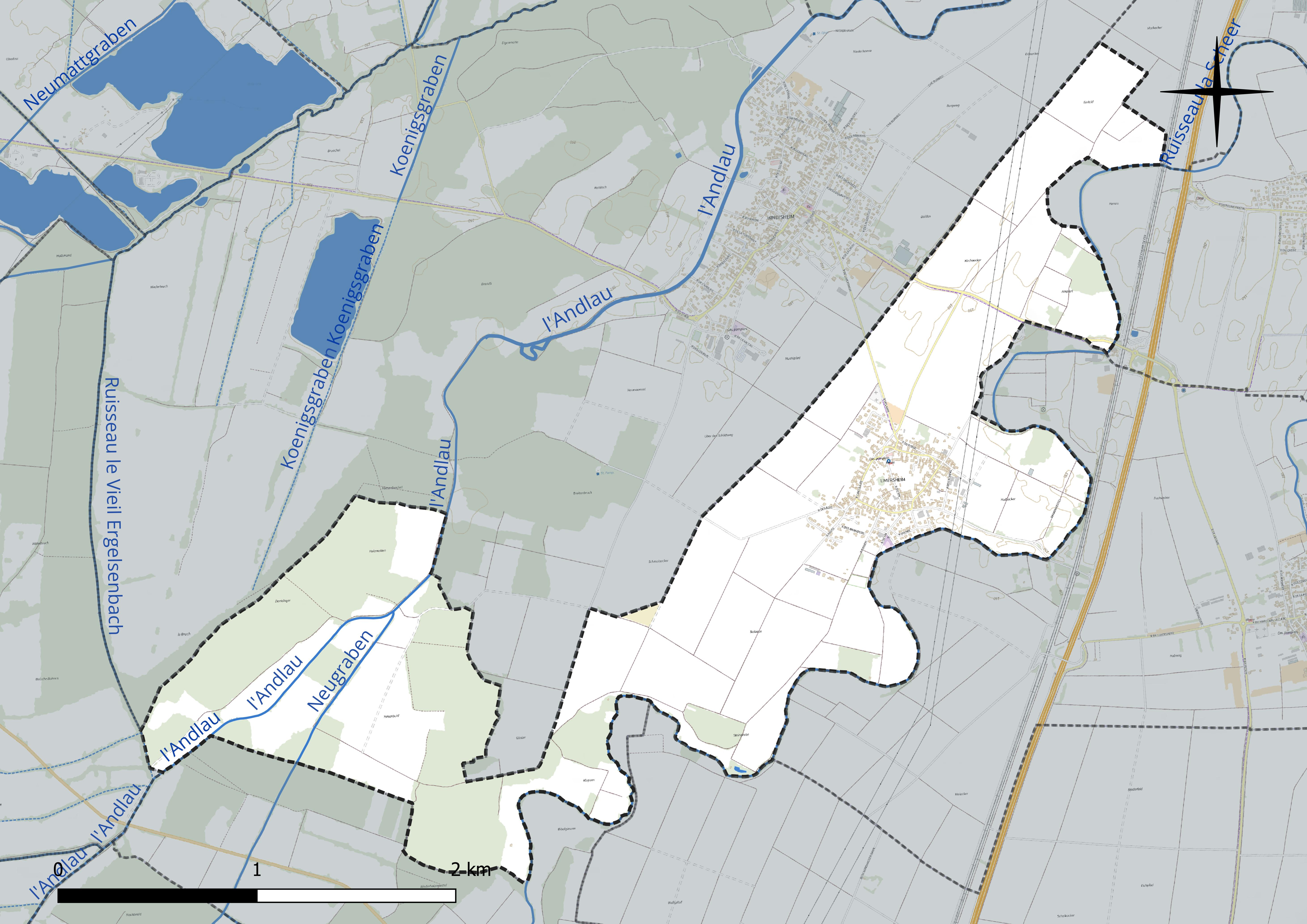
Réseau hydrographique de Limersheim.

#### Gestion et qualité des eaux
Le territoire communal est couvert par le schéma d'aménagement et de gestion des eaux (SAGE) « Ill Nappe Rhin ». Ce document de planification concerne la nappe phréatique rhénane, les cours d'eau de la plaine d'Alsace et du piémont oriental du Sundgau, les canaux situés entre l'Ill et le Rhin et les zones humides de la plaine d'Alsace. Le périmètre s’étend sur 3 596 km2. Il a été approuvé le 17 janvier 2005. La structure porteuse de l'élaboration et de la mise en œuvre est la région Grand Est. 
La qualité des cours d’eau peut être consultée sur un site dédié géré par les agences de l’eau et l’Agence française pour la biodiversité. 

### Climat
Pour des articles plus généraux, voir Climat du Grand Est et Climat du Bas-Rhin.
En 2010, le climat de la commune est de type climat des marges montargnardes, selon une étude du Centre national de la recherche scientifique s'appuyant sur une série de données couvrant la période 1971-2000. En 2020, Météo-France publie une typologie des climats de la France métropolitaine dans laquelle la commune est exposée à un climat semi-continental et est dans la région climatique  Alsace, caractérisée par une pluviométrie faible, particulièrement en automne et en hiver, un été chaud et bien ensoleillé, une humidité de l’air basse au printemps et en été, des vents faibles et des brouillards fréquents en automne (25 à 30 jours). 
Pour la période 1971-2000, la température annuelle moyenne est de 10,7 °C, avec une amplitude thermique annuelle de 17,8 °C. Le cumul annuel moyen de précipitations est de 630 mm, avec 8,1 jours de précipitations en janvier et 10 jours en juillet. Pour la période 1991-2020, la température moyenne annuelle observée sur la station météorologique de Météo-France la plus proche, « Strasbourg-Entzheim », sur la commune d'Entzheim à 9 km à vol d'oiseau, est de 11,4 °C et le cumul annuel moyen de précipitations est de 635,7 mm. 
La température maximale relevée sur cette station est de 38,9 °C, atteinte le 25 juillet 2019 ; la température minimale est de −23,6 °C, atteinte le 23 janvier 1942,,. 
Les paramètres climatiques de la commune ont été estimés pour le milieu du siècle (2041-2070) selon différents scénarios d'émission de gaz à effet de serre à partir des nouvelles projections climatiques de référence DRIAS-2020. Ils sont consultables sur un site dédié publié par Météo-France en novembre 2022.

## Urbanisme

### Typologie
Au 1er janvier 2024, Limersheim est catégorisée bourg rural, selon la nouvelle grille communale de densité à sept niveaux définie par l'Insee en 2022.
Elle est située hors unité urbaine. Par ailleurs la commune fait partie de l'aire d'attraction de Strasbourg (partie française), dont elle est une commune de la couronne,. Cette aire, qui regroupe 268 communes, est catégorisée dans les aires de 700 000 habitants ou plus (hors Paris),.

### Occupation des sols
L'occupation des sols de la commune, telle qu'elle ressort de la base de données européenne d’occupation biophysique des sols Corine Land Cover (CLC), est marquée par l'importance des territoires agricoles (71,9 % en 2018), une proportion sensiblement équivalente à celle de 1990 (72 %). La répartition détaillée en 2018 est la suivante : 
terres arables (59,3 %), forêts (21,4 %), zones agricoles hétérogènes (8,4 %), zones urbanisées (6,7 %), prairies (4,1 %). L'évolution de l’occupation des sols de la commune et de ses infrastructures peut être observée sur les différentes représentations cartographiques du territoire : la carte de Cassini (XVIIIe siècle), la carte d'état-major (1820-1866) et les cartes ou photos aériennes de l'IGN pour la période actuelle (1950 à aujourd'hui).

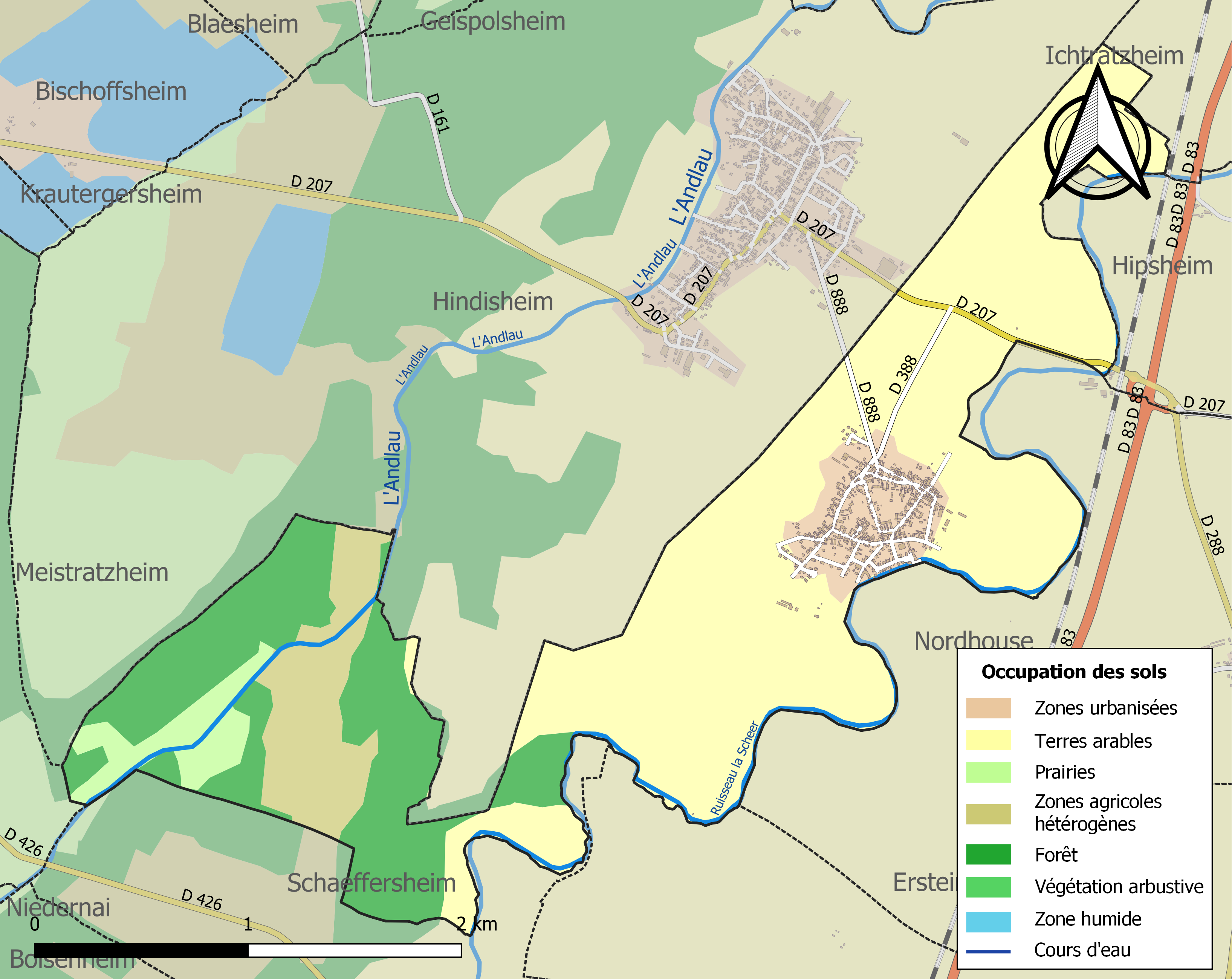
Carte des infrastructures et de l'occupation des sols de la commune en 2018 (CLC).

## Histoire

### Époque romaine
Au nord est du village, sur la rive gauche de la Scheer qui forme limite orientale de la commune, au sud de la départementale Hindisheim-Nordhouse, a été découvert en 1932 une station romaine avec trace d’habitat, construction de bois et de terre.

### Époque mérovingienne: "villa regia" d'Erstein et abbaye de Liépvre
Lors de la conquête de l'Empire romain par les Francs, la propriété des biens fiscaux romains passa aux rois mérovingiens. C'est ainsi qu’Erstein et Marlenheim devinrent des "cours royales". L’agglomération de Limersheim se développe sous la dépendance de la "villa régia" d'Heristein, première forme du nom d'Erstein.

### Époque carolingienne
L'abbaye de Saint-Denis à Paris avait comme abbé le moine Fulrad, qui était en même temps chancelier de Pépin le Bref. Il était d'origine alsacienne, de famille riche, qui possédait des biens dans notre région (Hindisheim, Limersheim). En l'espace de 20 ans, il avait fondé deux abbayes sur ses biens patrimoniaux en Alsace (au VIIe siècle). L'une pour moines, dans son milieu de naissance, qui devint Saint-Hippolyte et l'autre à Liépvre (abbaye pour moniales). Cent ans après, en 847 Charles le Chauve fit don à l'abbaye de Liépvre de propriétés à Limersheim. Cette abbaye assurait aussi l'assistance spirituelle et religieuse de ses fermiers. Elle construisit une chapelle à Limersheim et lui donna comme patron saint Denis, puisqu'elle-même était une fondation de Fulrad, abbé de Saint-Denis (Paris).
D'autres abbayes et monastères eurent des possessions à Limersheim : Ebermunster, Saint-Etienne de Strasbourg, l’abbaye de Fulda. C'est par des documents de dons et de ventes de ces différents propriétaires que le nom de Limersheim est connu.

### Toponymie
Selon une explication étymologique stricte  Limersheim proviendrait de leammer : « brebis », comme schaeffersheim de "schaeffer" (berger). On disait à l'époque mérovingienne que les brebis mangeaient déjà sur les terres déboisées de Limersheim et que les huttes des bergers étaient à Schaeffersheim.
Une autre légende prétend que Limersheim provient du nom d'un soldat romain nommé Lithomar, nom alors assez répandu.

#### Les noms à travers les siècles
Leidmareshaim à la fin du 8e siècle
Lumaresheim en 845
Linemaresheim en 847
Lumereshen en 1004
Lumersheim en 1183
Lumeresheim au XIIe siècle
Villula Linemarshaïn au XIIe siècle
Lymmersheim en 1358
Lemersheim en 1657
Leimersheim   

### Héraldique
| Blason de Limersheim | Blason  | D'or à saint Denis de carnation, vêtu de pourpre et d'argent, portant sa tête mitrée aussi d'argent dans ses mains. |
| Blason de Limersheim | Détails | Le statut officiel du blason reste à déterminer.                                                                    |

## Politique et administration
| Période                                  | Période                   | Identité                                        | Étiquette | Qualité                                                    |
| ---------------------------------------- | ------------------------- | ----------------------------------------------- | --------- | ---------------------------------------------------------- |
| mars 1971                                | mars 1989                 | Marcel Issenhart                                |           |                                                            |
| mars 1989                                | mars 2014                 | René Staub                                      |           |                                                            |
| mars 2014                                | En cours (au 31 mai 2020) | Stéphane Schaal, Réélu pour le mandat 2020-2026 |           | Président de la Communauté de Communes du Canton d’Erstein |
| Les données manquantes sont à compléter. |                           |                                                 |           |                                                            |

## Démographie
L'évolution du nombre d'habitants est connue à travers les recensements de la population effectués dans la commune depuis 1793. Pour les communes de moins de 10 000 habitants, une enquête de recensement portant sur toute la population est réalisée tous les cinq ans, les populations de référence des années intermédiaires étant quant à elles estimées par interpolation ou extrapolation. Pour la commune, le premier recensement exhaustif entrant dans le cadre du nouveau dispositif a été réalisé en 2007.

En 2022, la commune comptait 683 habitants, en évolution de +3,33 % par rapport à 2016 (Bas-Rhin : +3,17 %, France hors Mayotte : +2,11 %).
| 1793 | 1800 | 1806 | 1821 | 1831 | 1836 | 1841 | 1846 | 1851 |
| ---- | ---- | ---- | ---- | ---- | ---- | ---- | ---- | ---- |
| 339  | 292  | 397  | 407  | 412  | 443  | 456  | 443  | 480  |

| 1856 | 1861 | 1866 | 1871 | 1875 | 1880 | 1885 | 1890 | 1895 |
| ---- | ---- | ---- | ---- | ---- | ---- | ---- | ---- | ---- |
| 497  | 514  | 530  | 518  | 492  | 498  | 499  | 469  | 477  |

| 1900 | 1905 | 1910 | 1921 | 1926 | 1931 | 1936 | 1946 | 1954 |
| ---- | ---- | ---- | ---- | ---- | ---- | ---- | ---- | ---- |
| 461  | 490  | 501  | 467  | 471  | 478  | 471  | 454  | 442  |

| 1962 | 1968 | 1975 | 1982 | 1990 | 1999 | 2006 | 2007 | 2012 |
| ---- | ---- | ---- | ---- | ---- | ---- | ---- | ---- | ---- |
| 407  | 422  | 436  | 573  | 572  | 579  | 583  | 584  | 672  |

| 2017 | 2022 | - | - | - | - | - | - | - |
| ---- | ---- | - | - | - | - | - | - | - |
| 654  | 683  | - | - | - | - | - | - | - |

## Lieux et monuments

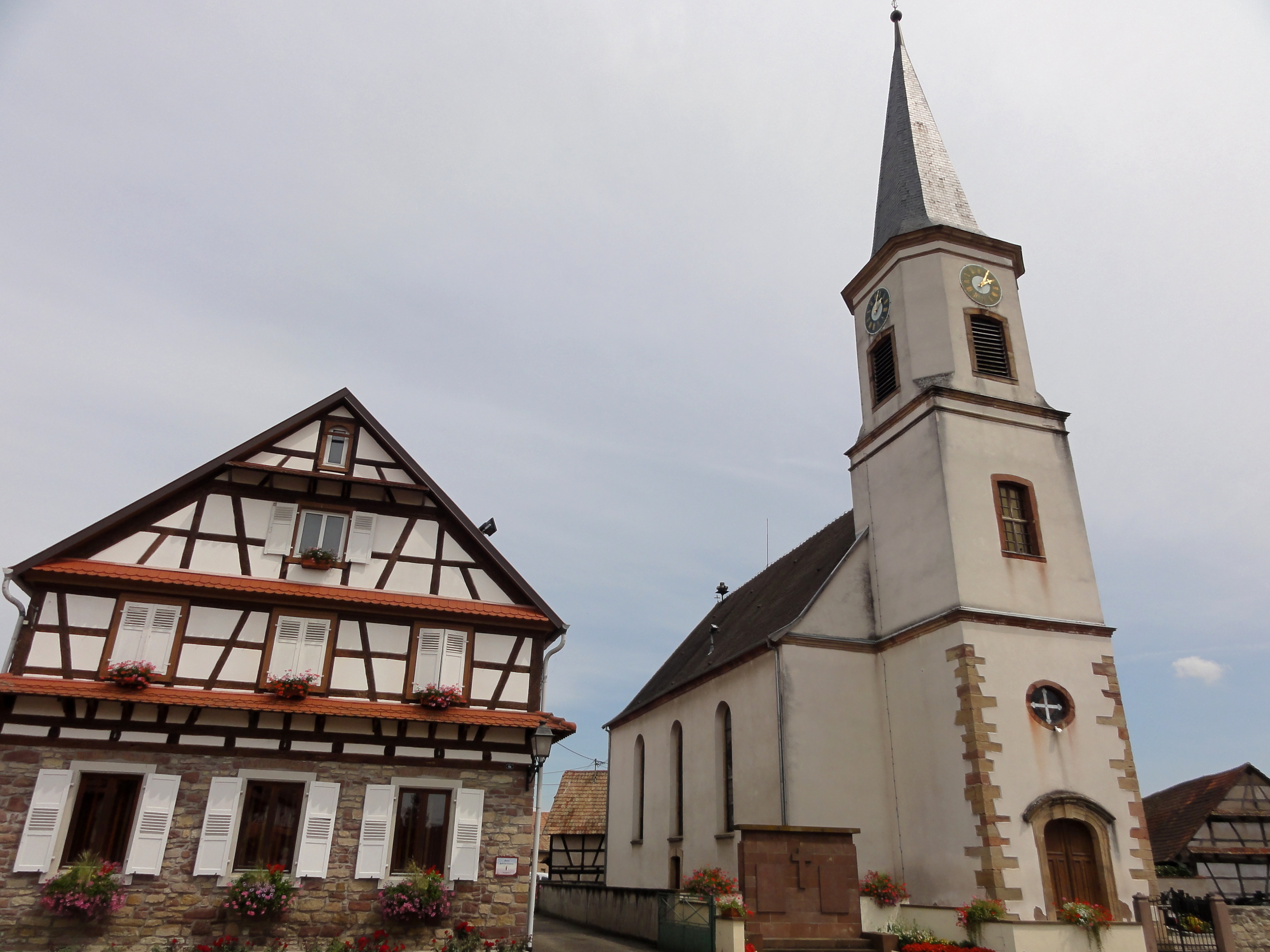
Église Saint-Denis de Limersheim.
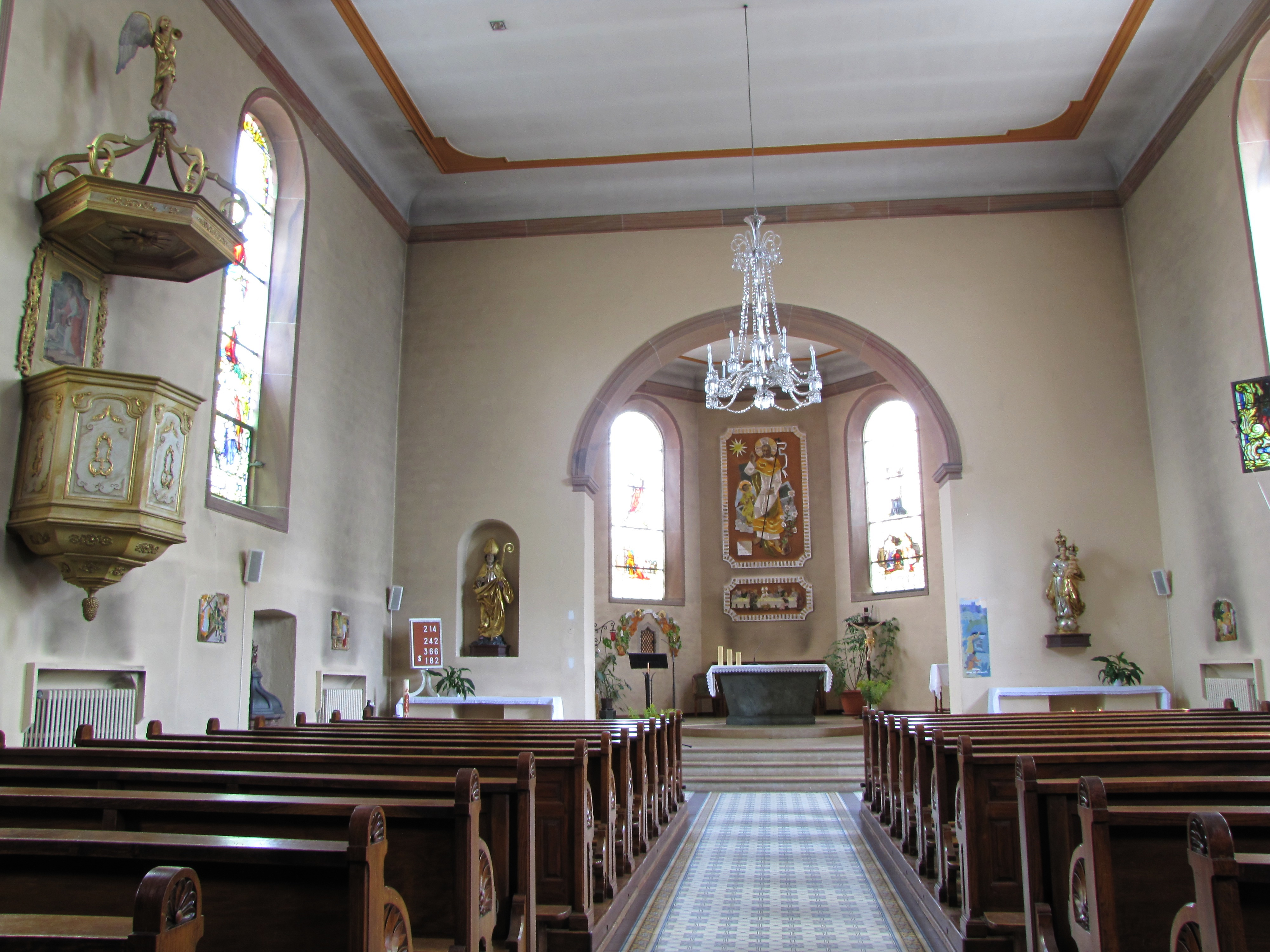
Vue intérieure de la nef vers le chœur.
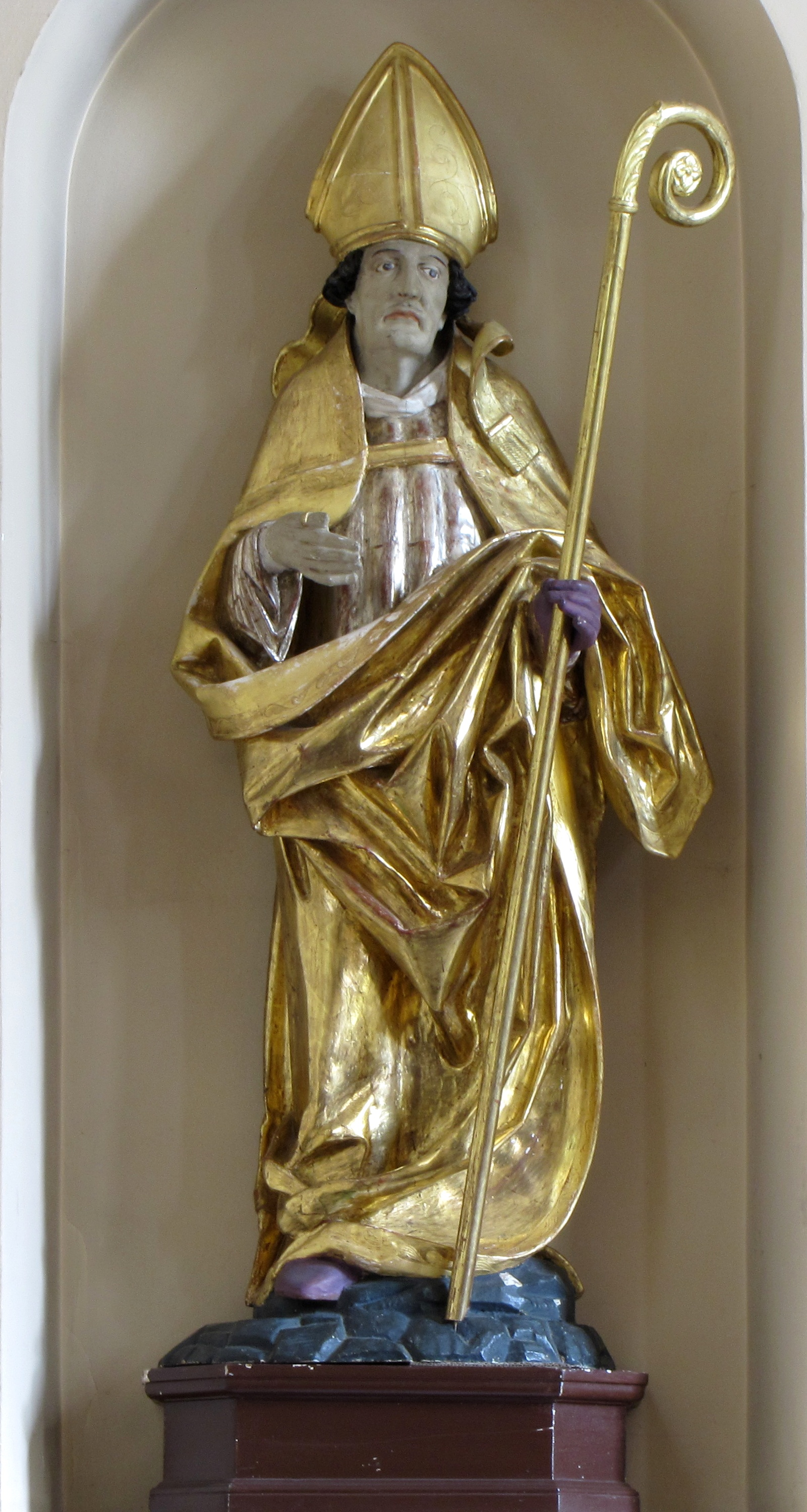
Statue de saint Denis (XVIe).

## Personnalités liées à la commune
Alex Lutz (comédien, auteur, scénariste, réalisateur, Chevalier des Arts et des Lettres)